# Sega Mega Drive
Sega Mega Drive (яп. セガメガドライブ Сэга Мэга Дорайбу), в Северной Америке известна как Sega Genesis — игровая приставка четвёртого поколения, разработанная и выпускавшаяся компанией Sega. Приставка была выпущена в 1988 году в Японии как Mega Drive, в 1989 году в США как Genesis и в 1990 году в Европе (Virgin Mastertronic), Австралии (Ozisoft) и Бразилии (Tectoy) — вновь под названием Mega Drive. Причиной изменения названия при запуске приставки на рынке США явилась невозможность официальной регистрации торговой марки Mega Drive. Sega Mega Drive — это третья аппаратная платформа от Sega после Sega Master System. В Южной Корее распространением приставки занималась компания Samsung; приставка имела название Super Gam*Boy, позднее изменённое на Super Aladdin Boy.
Приставка была разработана исследовательской группой под руководством Хидэки Сато и Масами Исикавы на основе аппаратного обеспечения аркадного автомата Sega System 16. В качестве первичного центрального процессора был выбран Motorola 68000, вторичным стал Zilog Z80. На данную игровую систему было разработано более 900 игр, в создании которых принимала участие как сама компания Sega, так и сторонние издатели; игры распространялись на игровых картриджах. Sega Genesis имеет обратную совместимость с Sega Master System, которая достигается путём использования устройства Power Base Converter, продававшегося отдельно. Для консоли были разработаны и другие периферийные и сетевые устройства. В это же время и сама консоль выпускалась в различных вариациях, которые были направлены на расширение функциональности.
На территории Японии Sega Mega Drive не смогла превзойти двух своих конкурентов — Super Famicom от Nintendo и PC Engine от NEC. Однако она стала первой консолью четвёртого поколения, достигшей значительного успеха на рынках Северной Америки и Европы, где она конкурировала с широким спектром платформ, как специализированных игровых устройств, так и домашних компьютеров. Успеху приставки способствовали обилие портированных аркадных игр, популярность эксклюзивной для Genesis игры Sonic the Hedgehog, несколько популярных спортивных серий игр, а также агрессивный молодёжный маркетинг, позиционирующий систему как «крутую консоль» для подростков.
Хотя Genesis и доминировала на рынках Северной Америки и Европы, начавшаяся с выходом приставки Super Nintendo война консолей фактически вытеснила с рынка другие 16-битные игровые приставки. Жизненный цикл консоли начался в 1988 году, когда консоль была выпущена в Японии, и закончился с изданием последней официально лицензированной игры в 2002 году в Бразилии. Несмотря на то, что Sega никогда не опубликовывала результаты продаж, Mega Drive является самой успешной приставкой Sega. Также для Mega Drive было выпущено несколько расширений, включая Sega CD и Sega 32X.
Общественная полемика в США вокруг игр с изображением жестокости, например, Night Trap и Mortal Kombat, вынудила Sega создать первую в мире систему экспертизы игрового контента Videogame Rating Council (предшественник Entertainment Software Rating Board), чтобы избежать введения серьёзной цензуры игрового контента. Пользуясь оценками этой системы, Sega могла поставлять игры с незначительными цензорскими купюрами или без цензуры вообще, что давало значительные конкурентные преимущества относительно игр от Nintendo. Успех этих игр постепенно вынудил Nintendo также присоединиться к Videogame Rating Council.
К концу 1994 года, когда начали выпускаться 32-битные системы, продажи Genesis по всему миру составляли 29 млн экземпляров, а к концу жизненного цикла приставки это число увеличилось до приблизительно 40 млн. Приставка и игры для неё продолжают оставаться популярными в среде фанатов, коллекционеров, любителей игровой музыки, ретрогеймеров, пользователей эмуляторов, а также среди сообщества любителей фанатского перевода. Также в настоящее время сторонними компаниями производятся реплики консоли, а также существует сообщество homebrew-разработчиков, разрабатывающих новые игры для этой системы. Множество игр из библиотеки игр Mega Drive были переизданы или портированы на другие платформы и доступны для загрузки через такие интернет-сервисы, как Wii Virtual Console, Xbox Live Arcade, PlayStation Network и Steam.

## История

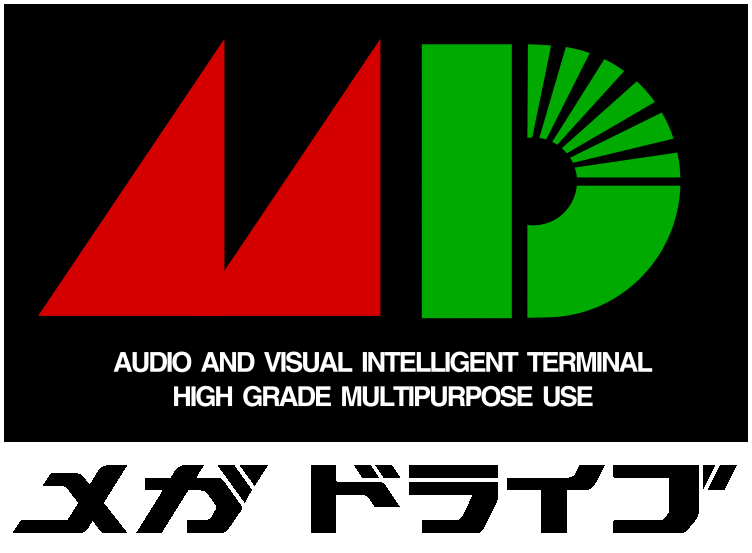
Оригинальный логотип Mega Drive

В начале 1980-х годов Sega Enterprises, Inc., будучи на тот момент филиалом Gulf & Western, была одной из пяти наиболее крупных компаний-производителей аркадных игр, действовавших на территории США; её выручка к тому моменту достигла 214 млн долларов. Начавшийся в 1982 году спад на рынке аркадных видеоигр нанёс ущерб компании и вынудил Gulf & Western продать своё североамериканское подразделение по производству аркадных игр и права на их создание компании Bally Manufacturing. Наблюдая спад в делах компании, руководители Gulf & Western попросили помощи у президента компании Sega Хаяо Накаямы. Накаяма посчитал, что при наличии многолетнего опыта работы над аркадными аппаратами необходимо развитие рынка домашних консолей, находившегося в то время в зачаточном состоянии. Накаяма добился разрешения на начало соответствующего проекта, что привело к созданию в июле 1983 года первой домашней игровой системы под названием SG-1000. Она не имела успеха у потребителей и спустя два года была заменена на Sega Mark III. Тем временем Gulf & Western после смерти основателя Чарльза Блюндорна начала закрывать свои сторонние подразделения, поэтому в 1984 году Накаяма и бывший исполнительный директор Sega Дэвид Роузен выкупили подразделение Sega Enterprises, Inc. при финансовой поддержке CSK Corporation, известной японской компании по разработке программного обеспечения. После этого Накаяма был назначен исполнительным директором новой компании Sega Enterprises, Ltd..
В 1986 году Sega выпустила Mark III в Северной Америке под названием Sega Master System. В следующем году последовал релиз в Европе. Хотя Sega Master System была успешна в Европе, а позже и в Бразилии, она не вызвала значительного интереса на рынках Японии и США, на которых к середине 1980-х годов преобладала компания Nintendo. Sega продолжала испытывать трудности при проникновении на рынок домашних консолей, и исследовательская команда во главе с Масами Исикавой начала разработку консоли-преемника Master System практически сразу после её выхода в продажу. В 1987 году Sega столкнулась с новой угрозой своему бизнесу — крупная японская компания NEC выпустила свою новую систему PC Engine, проведя значительную рекламную кампанию. Чтобы сохранить конкурентоспособность, Исикава и его сотрудники решили внедрить в свою новую систему 16-битный микропроцессор, а за основу для создания архитектуры системы был взят аркадный автомат Sega System 16. Разрабатываемая консоль была анонсирована в японском игровом журнале Beep!, где была обозначена под заголовком Mark V, однако руководство компании Sega посчитало, что в данном случае необходимо более сильное имя. Рассмотрев более 300 вариантов, компания остановилась на названии Mega Drive. В США название консоли было изменено на Genesis. Причина данного изменения окончательно не установлена, однако предположительно заключается в проблемах с регистрацией торговой марки.

### Запуск
В Японии приставка была выпущена 29 октября 1988 года; за неделю до этого в свет вышла игра Super Mario Bros. 3 от конкурирующей компании Nintendo. Освещение выпуска в журналах Famitsu и Beep! способствовало продвижению консоли, однако в первый год компания Sega выпустила только 400 000 экземпляров. Чтобы увеличить объём продаж, Sega разработала различные периферийные устройства и игры с поддержкой онлайн-банкинга и системы ответов на вопросы Sega Mega Anser. Несмотря на это, Mega Drive не смогла обойти своего конкурента Famicom и на протяжении поколения 16-битных систем отставала от приставок Super Famicom и PC Engine на территории Японии.
Выпуск приставки в Северной Америке Sega анонсировала 9 января 1989 года. К тому моменту она не обладала опытом продаж на территории США — распространением консоли Master System занималась компания Tonka. Руководство Sega было не удовлетворено работой Tonka и искало нового партнёра для распространения приставки Genesis в США. Оно обратилось к компании Atari Corporation, у которой на тот момент не было своей 16-битной системы. Дэвид Роузен вёл переговоры с руководителями Atari Джеком Тремиэлом и Майклом Кацом. Тремиэл отклонил предложение, мотивировав это большими финансовыми затратами, и решил сосредоточить усилия на выпуске Atari ST. Sega приняла решение выпустить приставку в продажу через собственное американское подразделение. Первые партии приставок были завезены в Нью-Йорк и Лос-Анджелес 14 августа 1989 года, в другие города поставки поступили несколько позднее.
В Европе продажи начались 30 ноября 1990 года. К тому времени консоль Sega Master System заняла солидную долю рынка, благодаря этому Sega Mega Drive быстро завоевала популярность. Было выпущено большое количество игр для новой платформы, многие из которых были портированы с игровых автоматов — Altered Beast, Golden Axe, Ghouls 'n Ghosts. Выпуском Mega Drive в Европе руководила компания Virgin Mastertronic, позднее купленная компанией Sega и ставшая её европейским подразделением.
Распространение приставки осуществлялось также и в других странах мира. В Австралии выпуском и маркетинговой кампанией занималась компания Ozisoft, ранее распространявшая Master System. В Бразилии приставка была выпущена компанией Tec Toy в 1990 году, спустя год после выхода Master System на территории данной страны. Tec Toy также занималась разработкой игр эксклюзивно для бразильского рынка, а в 1995 году запустила сетевую службу для приставки под названием Sega Meganet. В Индии продажами приставки занималась компания Shaw Wallace, с которой Sega в 1995 году заключила контракт, чтобы обойти 80-процентную таможенную пошлину; каждый экземпляр продавался по цене 18 000 рупий. Компания Samsung распространяла консоль, название которой было заменено на Super Gam*Boy, в Южной Корее; было сохранёно указание логотипа Mega Drive на экземплярах, оно располагалось рядом с названием Samsung. Позднее название приставки было изменено на Super Aladdin Boy.

### Продажи и маркетинговая кампания в США
Бывший президент подразделения Atari Corporation Майкл Кац, ставший новым исполнительным директором американского подразделения Sega, разработал двустороннюю программу продаж приставки в регионе. Первая часть включала в себя проведение маркетинговой кампании, направленной на обгон Nintendo; одним из рекламных слоганов стал Genesis does what Nintendon’t (игра слов, примерно означающая рус. Genesis может то, что не может Nintendo). Поскольку компания Nintendo владела правами на большинство аркадных игр того времени, второй частью программы была разработка мгновенно узнаваемых игр, для чего в их названиях были задействованы имена знаменитостей и спортсменов: Pat Riley Basketball, Arnold Palmer Tournament Golf, James 'Buster' Douglas Knockout Boxing, Joe Montana Football, Tommy Lasorda Baseball, Mario Lemieux Hockey и Michael Jackson's Moonwalker. Несмотря на это, задача обойти Nintendo, устройства которой почти повсеместно находились в домах потребителей, была труднодостижима. Ранее Накаяма поставил задачу продать за первый год 1 млн приставок, однако Кацу и американскому подразделению Sega удалось продать только 500 000.
В середине 1990-х годов Накаяма нанял Тома Калински, чтобы заменить Каца на должности исполнительного директора. Сам Калински недостаточно знал рынок видеоигр, поэтому он сформировал вокруг себя группу разбирающихся в этом деле людей. Сторонник идеи «бесплатного маркетинга», он разработал план из 4 основных пунктов: урезать цену на консоль, сформировать команду для разработки игр, нацеленных на американский рынок, продолжить и развивать проведение агрессивных рекламных акций, и заменить игру Altered Beast, входившую в комплект приставки, на Sonic the Hedgehog. Японские руководители Sega первоначально отвергли данный план в резкой форме, однако все четыре пункта позже были одобрены Накаямой, который говорил Калински: «Я нанял вас для того, чтобы вы принимали решения для Европы и Америки, так что продолжайте в том же духе». Пресса положительно отзывалась об игре Sonic, называя её одной из величайших игр на тот момент, и многие потребители пожелали приобрести Genesis вместо SNES. Благодаря популярности Sonic к 1991 году Sega Genesis смогла превзойти Super Nintendo по уровню продаж в США почти вдвое. Успех привёл к тому, что к январю 1992 года компания Sega заняла 65 % рынка 16-битных консолей, а Nintendo впервые с 1985 года утратила позицию лидера.
Sega опережала Nintendo по уровню продаж в течение четырёх рождественских сезонов подряд, так как была дешевле и по сравнению с приставкой SNES (на момент её выпуска в Америке) имела бо́льшую библиотеку игр. Хотя для приставки SNES была доступна эксклюзивная версия игры Final Fight, для Genesis была разработана игра Streets of Rage, предлагавшая более обширные уровни, более сложных противников и удачный саундтрек. В рекламе приставка Genesis позиционировалась как «крутая» консоль, а позже компанией был придуман термин blast processing, используемый для демонстрации превосходства производительности Genesis по сравнению с SNES. Фокус-группа компании Sony показала, что подростки предпочитают приобретать Genesis вместо SNES. И хотя Genesis часто опережала SNES по уровню продаж почти вдвое, обе компании-производителя активно прибегали к приёму «управления впечатлением», иногда прибегая к обману — Nintendo заявляла, что продала больше консолей, чем это было на самом деле, и рассказывала о своих планах к концу 1992 года продать 6 млн консолей, хотя имела на тот момент только 4 млн.. Из-за данных действий в течение нескольких лет было трудно чётко определить лидера на рынке; к концу 1992 года доля рынка Nintendo снизилась до 60 %, а к концу следующего года — до 37 %. Sega в течение 1994 года занимала 55 % рынка электронных устройств, однако созданная в 1994 году игра Donkey Kong Country позволила SNES обогнать Genesis в течение 1995-97 годов. По данным исследования, проведённого в 2004 году компанией NPD Group, Sega Genesis смогла сохранить лидирующую позицию по отношению к SNES на американском рынке 16-битных консолей.

### Sega Mega Drive в России
Компания Sega в конце 1993 года решила выйти на российский рынок, однако было решёно отойти от формата распространения через собственные представительства, и поэтому для распространения приставки было заключено сотрудничество с торговым домом Nissho Iwai, который на тот момент уже работал в России более 30 лет. Nissho Iwai заключило соглашение с фирмой «Форрус». В итоге компания Nissho Iwai закупала продукцию у Sega, и перепродавала её «Форрус», которая должна была продавать консоль другим субдистрибьюторам, таким как «Бука» или «Микродин».. С ноября 1993 года продвигал Master System II, а с апреля 1994 года — Mega Drive II. 
До этого «Стиплер» хотела получить полную лицензию от Nissho Iwai, но проект провалился. По этой причине Steepler продавала изначально дорогой Mega Drive из Сингапура, часть консолей от каналов Nissho Iwai (в качестве субдистрибьютора) и нелицензионные клоны (вроде Pro-16 bit). Однако спустя некоторое время «Стиплер» заключила контракт с компанией Nintendo на поставку приставок Super Nintendo, в условия которого входил отказ от продаж продукции Sega через магазины Dendy. Консоли были доставлены со складов австрийской компании «Stadlbauer Marketing» — дистрибьютора в Восточной Европе. Поскольку Nintendo постоянно задерживала поставки в Россию, в 1995 году «Стиплер» снова получила право продавать продукцию Sega.
В середине 1995 года Nissho Iwai потеряла права на Восточную Европу, а Sega вернулась в январе 1996 года. Sega Europe Ltd. предоставляет «Bitman», «Buka» и «R-Style» официальные права на продажу всех консолей Sega в России.
Официальная цена на Mega Drive составляла 330—350 тысяч рублей, в то время как китайские «клоны» продавались по цене в 120 тысяч рублей.  Из-за инфляции цены постоянно менялись. В ноябре 1994 года Mega Drive и Super Nintendo имели одинаковую цену — 420 тысяч рублей, но в 1995 году цена SNES начала расти, и разница стала высокой. Основной успех Mega Drive на российском рынке атрибутируется большой библиотеке из сотен игр, которая почти вся была представлена на российском рынке, в то время как конкурирующая Super Nintendo на старте продаж имела библиотеку из двадцати игр. Клоны Mega Drive продавались в России очень давно, а популярность была замечена даже в начале 2000-х.
С картриджами ситуация в постсоветском пространстве была лучше, чем у Dendy, так как содержание их было в большинстве случаев не тронуто, но выпускались и продавались они нелегально. Также к Sega Mega Drive существовал особый модуль — «Мега Ключ» (Mega Key), который конвертировал все региональные форматы (PAL, NTSC и т. д.) в PAL, тем самым давая возможность играть в любые игры от Mega Drive независимо от того, для какого региона они предназначались. В большинство поздних подделок данный модуль был уже встроен и доступ к переключателям осуществлялся на обратной стороне приставки или через открытый отсек разъёма system.

### Sonic the Hedgehog
Sega намеревалась создать игровую продукцию, которая смогла бы конкурировать с игровой серией Mario от Nintendo, а персонаж которой стал бы маскотом компании. Исследовательским подразделением Sega AM8 было определено несколько возможных вариантов персонажа. Многие из них были результатами экспериментов с дизайном персонажей, среди вариантов рассматривались армадил (позднее ставший персонажем Майти), собака, двойник Теодора Рузвельта в пижаме (послуживший основой для доктора Роботника/Эггмана), и кролик (способный использовать свои уши, чтобы собирать предметы; идея нашла своё отражение в игре Ristar). Окончательным вариантом был определён ёж, разработанный Наото Осимой и первоначально имевший имя «мистер Нидлмаус» — он и стал талисманом компании.
Голубой окрас Соника был выбран для того, чтобы герой соответствовал логотипу кобальтового синего цвета, а ботинки персонажа были нарисованы под влиянием обуви Майкла Джексона с добавлением красного цвета, заимствованного у Санта-Клауса и противоположного цветам альбома Джексона Bad. Личность персонажа основывалась на позиции Билла Клинтона «сможешь сделать». Работу над игрой Sonic the Hedgehog начала команда из 15 человек, названная Sonic Team.
Хотя Кац не одобрил идею с Соником, будучи уверенным, что данный персонаж не понравится большинству американских детей, идея Тома Калински включить игру Sonic the Hedgehog в комплект приставки себя оправдала. Отличающаяся быстрым игровым процессом, игра Sonic the Hedgehog в значительной степени популяризировала приставку Sega Genesis в Северной Америке и помогла ей занять 65 % рынка игровых приставок.

### Защита торговой марки и судебные тяжбы между Sega и Accolade
После выхода Sega Genesis в 1989 году, издатель видеоигр Accolade озаботился возможностью выпуска некоторых своих компьютерных игр на данной приставке. Однако в то время Sega вынуждала сторонних разработчиков заключать с ней лицензионные соглашения, что приводило к увеличению их расходов. По словам соучредителя Accolade Алана Миллера, «один разработчик платит им [Sega] от 10 до 15 долларов за картридж сверх остальных затрат на производство оборудования, что для независимого издателя почти вдвое увеличивает стоимость производства товара». Чтобы обойти вопрос лицензирования, компания Accolade решила изыскать альтернативный способ выпуска своих игр, и для этого была куплена приставка Genesis, с помощью которой была проведена декомпиляция исполняемого кода трёх игр. Полученная информация была задействована при программировании новых игр для Genesis таким образом, чтобы обойти защитные механизмы приставки, встроенные для предотвращения запуска нелицензионных игр. Благодаря этому в 1990 году на Genesis была успешно выпущена игра Ishido: The Way of Stones. При этом Accolade несколько раз скопировала защищённый авторским правом код игр Sega, для того чтобы провести декомпиляцию программного обеспечения некоторых лицензированных игр для Genesis.

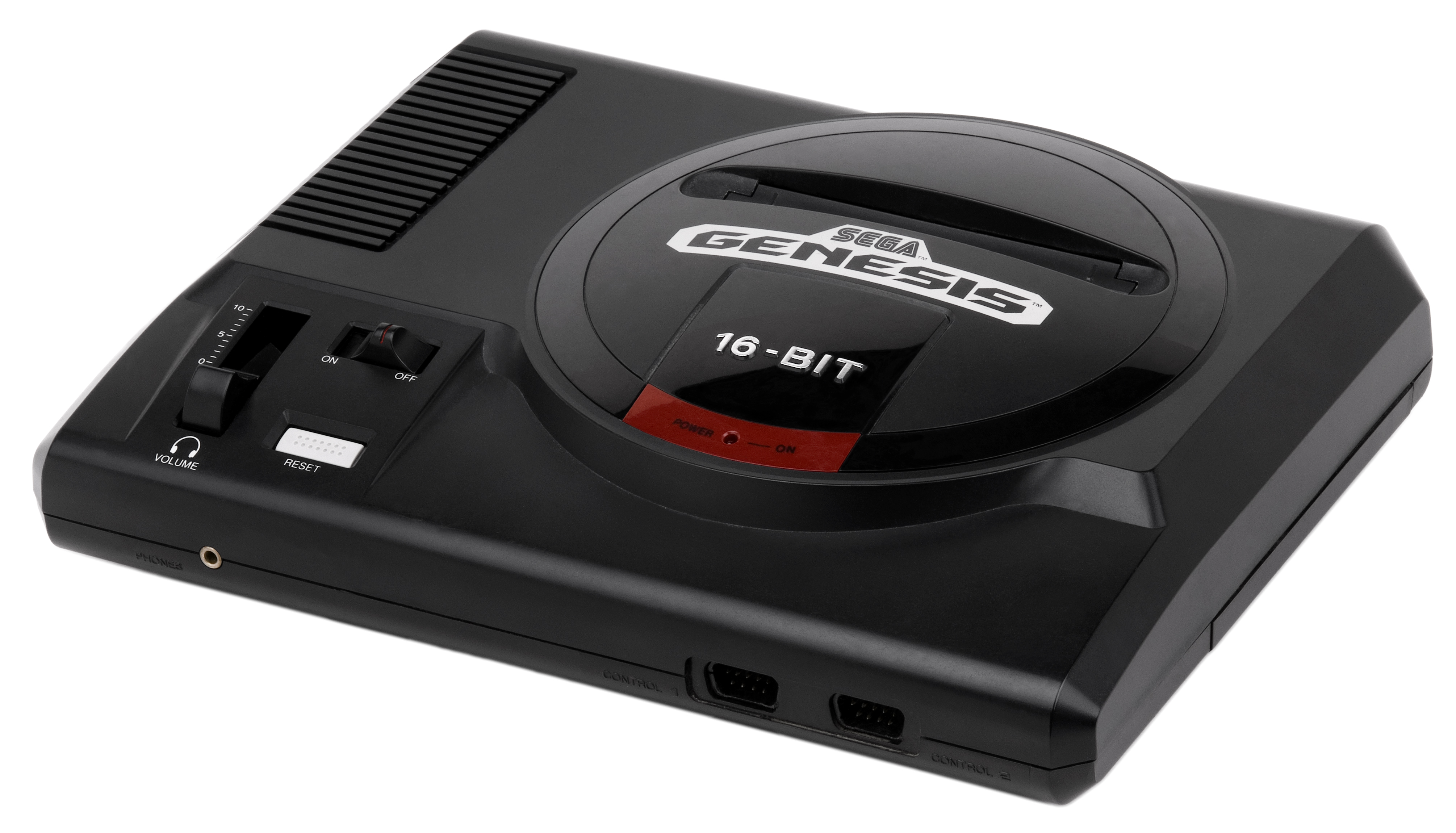
Третья версия первой модели игровой приставки Genesis, известная как Genesis III, была в центре дела Sega v. Accolade из-за своего использования системы защиты Trademark Security System (TMSS)

Результатом пиратства и проблем с несанкционированной разработкой игр стало то, что Sega внедрила механизм технической защиты в свою новую модель Genesis, вышедшую в 1990 году и названную Sega Genesis III. Данная вариация приставки включала в себя программный код, известный как Trademark Security System (TMSS) (рус. Защита торговой марки). После вставки картриджа в консоль программа проверяла наличие строки SEGA в специальной части памяти, внедрённой в картридж. Игра запускалась только в том случае, если данная строка обнаруживалась; запуск сопровождался коротким сообщением Produced by or under license from Sega Enterprises, Ltd. (рус. Произведено компанией Sega Enterprises Ltd., либо по её лицензии). Данная система имела двойной эффект: она усиливала защиту от нелегальных разработчиков и программного пиратства, а также выводила на экран торговую марку компании при каждом запуске игры, что делало возможной подачу судебного иска в том случае, если разрабатывалось нелицензионное программное обеспечение. Accolade узнала о данной разработке на выставке Consumer Electronics Show в январе 1991 года, где Sega продемонстрировала свою модель Sega Genesis III и невозможность запустить на ней нелицензионную версию картриджа с игрой Ishido. Планируя дальнейший выпуск игр в течение года, Accolade успешно идентифицировала TMSS-файл, а позднее внедрила его в игры HardBall!, Star Control, Mike Ditka Power Football и Turrican.
В ответ на создание нелицензионных версий данных игр Sega подала иск против Accolade в окружной суд Калифорнии, обвиняя её в нарушениях авторских прав, нечестной конкуренции и незаконном использовании торговой марки. Accolade выдвинула встречный иск за фальсификацию данных о собственных играх путём отображения торгового знака Sega при запуске игр. И хотя суд запретил компании Accolade вносить технические изменения в устройства для приставки Genesis, Accolade обжаловала это решение в Апелляционном суде девятого округа США.
Суд девятого округа отменил предыдущее решение и признал декомпиляцию программных кодов, осуществляемых Accolade, добросовестной. В решении суда, вынесенном 20 октября 1992 года, подчёркивалось, что использование программного обеспечения не носило эксплуатационного характера (хотя было коммерческим), а нарушение товарного знака, осуществляемое для запуска игр на приставке, было вызвано актом добросовестного использования со стороны Accolade и использованием ложной маркировки со стороны Sega. 30 апреля 1993 года компании Sega и Accolade уладили разногласия между собой. Согласно заключённому договору, Accolade становилась официальным лицензиатом продукции Sega и позднее разработала и выпустила игру Barkley Shut Up and Jam! уже под лицензией. Условия лицензии, включая специальные условия, не разглашались широкой публике. Финансовые договорённости также не раскрывались, однако компании согласились оплатить собственные судебные издержки.

### Система Videogame Rating Council и жестокость в играх
В 1993 году американская пресса стала обращать внимание на присутствующий в нескольких играх контент для взрослых, в частности, на игру Night Trap для Sega CD, которая детально рассматривалась в публикациях. Проблемы с данной игрой имели место также и в Великобритании, когда бывший директор по развитию Sega подчеркнул, что «Night Trap привлекает к компании чересчур много внимания». Игра также рассматривалась в британском парламенте в связи с тем, что в ней были задействованы живые актёры. Эти события пришлись на то время, когда Sega активно позиционировала себя как «резкая» компания, «и это только упрочняло данный образ». Однако одной из самых спорных игр года стал созданный компанией Midway файтинг Mortal Kombat, портированный на Genesis и SNES компанией Acclaim. В ответ на публичный протест изображению жестокости в играх Nintendo решила заменить кровь в игре на другой цвет и изобразить приёмы «фаталити» в менее жестоком виде. Sega избрала другой подход, создав первую в Америке систему игровых рейтингов — Videogame Rating Council (VRC), для всех существовавших на тот момент игровых систем. Рейтинги варьировались от мягких (например, GA) до более жёстких: MA-13 и MA-17 (только для взрослых). Sega выпустила свою версию игры Mortal Kombat, где по умолчанию была убрана кровь, а приёмы добивания затенены в более значительной степени, чем в SNES-версии. Однако кровь и первоначальные изображения фаталити могли быть открыты путём ввода «Кровавого кода». Данная техническая деталь позволила Sega добиться получения относительно низкого рейтинга (MA-13) для Mortal Kombat. А SNES-версия обошла получение рейтинга.
Благодаря данной системе рейтинга игра Mortal Kombat для Genesis получила положительные оценки критиков и признание поклонников; её продажи превысили SNES-версию в несколько раз. Версия же для приставки Super Nintendo была раскритикована за цензуру. Однако вице-президент американского филиала Nintendo Говард Линкольн быстро обратил внимание на то, что игра Night Trap не имеет такого рейтинга, сказав при этом сенатору Джозефу Либерману на публичных слушаниях:
Более того, я не могу позволить вам сидеть здесь и покупать этот нонсенс от Sega под названием Night Trap, который почему-то считается только игрой для взрослых. Игра не получила никакого рейтинга с того момента, как была представлена публике. Маленькие дети покупают её в Toys "R" Us, и там об этом знают не хуже меня. Как только эта игра вызвала бурную реакцию, тогда они и приняли свою систему рейтингов и подстроили игру под нёё.
В ответ на это вице-президент подразделения Sega в США Билл Уайт продемонстрировал видеозапись с изображением жестокости в играх SNES и подчеркнул необходимость ранжировать видеоигры. Либерман назначил следующие слушания на февраль 1994, чтобы проверить, дала ли система рейтингов результат.
После слушаний в Конгрессе игра Night Trap стала набирать обороты на рынке и была портирована на ПК, Sega 32X и 3DO. Основатель компании Digital Pictures Том Зито говорил: «Понимаете, я продал 50 000 экземпляров игры Night Trap спустя неделю после этих слушаний». Несмотря на это, Sega приняла решение снять Night Trap с продаж и переиздала игру с изменениями в 1994 году. После завершения слушаний производители видеоигр объединили усилия с целью создания рейтинговой системы, о которой говорил Либерман. Изначально Sega предложила в качестве универсальной рейтинговой системы свою собственную, однако после возражений со стороны Nintendo и других она приняла на себя задачу сформировать новую систему. Таковой стала Entertainment Software Rating Board — независимая организация, одобренная Либерманом. После её формирования Nintendo решила, что более не нуждается в политике цензуры, и SNES-версия игры Mortal Kombat II была выпущена без цензуры.

### Эра 32-битных консолей
Чтобы продлить жизненный цикл приставки Genesis, Sega создала и выпустила два дополнительных устройства, позволяющих увеличить возможности системы: CD-устройство, известное как Sega CD (Mega-CD за пределами США), и 32-битное периферийное устройство Sega 32X. К концу 1994 года продажи приставки Mega Drive составили 29 млн экземпляров по всему миру, включая 14 млн в США, 3,5 в Японии, 2,1 в Великобритании и 800 000 в Германии. Дополнения распространялись менее успешно — Sega CD разошлась в количестве 2,7 млн копий по всему миру, а Sega 32X — 665 000 копий.
К концу 1995 года компания Sega осуществляла поддержку пяти различных консолей — Saturn, Genesis/Mega Drive, Game Gear, Pico и Master System, а также адд-онов Sega CD и Sega 32X. В Японии Mega Drive не была успешной, а Sega Saturn обошла консоль Sony PlayStation, поэтому Хаяо Накаяма поручил американскому филиалу Sega сосредоточить усилия на распространении Saturn, осуществив её неожиданный ранний выпуск летом 1995 года. Хотя данный ход был удачным с точки зрения японского рынка, он оказался фатальным для отдалённой территории: рынок игр Genesis значительно превышал свой аналог Saturn, и у Sega не оказалось возможности для удовлетворения спроса.
В противоположность этому компания Nintendo сосредоточилась на выпуске 16-битных домашних приставок, а также портативной консоли Game Boy, ставшей успешной и позволившей Nintendo занять 42 % рынка видеоигр; компания не стала осуществлять запуск 32-битной приставки наравне с Sony и Sega. Так как Sega решила прекратить поддержку 16-битных систем и сосредоточилась на Saturn, Nintendo к 1995 году заняла одну из лидирующих позиций благодаря SNES и Game Boy. Выпуск в 1995 году портативной приставки Sega Nomad обернулся провалом из-за неудачно выбранного времени (сразу после запуска Saturn), а вскоре после него вышла игра Pokémon для Game Boy, снискавшая большую популярность. Дальнейшие выпуски новых игр для SNES, например, Donkey Kong Country 3 и Super Mario RPG, закрепили успех приставки Nintendo. Хотя Sega к тому моменту продолжала занимать 43 % рынка видеоигр, Накаяма решил сократить американское подразделение. Том Калински, наблюдавший рост Genesis в 1991 году, утратил интерес к данному делу и в середине 1996 года уволился.
На протяжении 1997 года Sega продолжала распространять приставку Genesis на мировом рынке, в США за этот период было продано 20 млн копий. В 1998 году Sega передала лицензию на распространение Genesis в Северной Америке компании Majesco, которая начала продажу миллионов ранее нераспроданных картриджей по бюджетной цене, а также 150 000 экземпляров второй модели Genesis. Позднее компания выпустила приставку Sega Genesis 3, рассчитывая к концу 1998 года продать 1,5 млн копий данной консоли. Окончательный показатель продаж приставки Genesis на мировом рынке составил 40 млн экземпляров, из которых приблизительно 3,58 млн было продано в Японии, 8 млн в Европе и 3 млн в Бразилии. Хотя показатель продаж оказался на 9 млн единиц меньше, чем у SNES, в истории 8-битных систем промежуток между показателями Master System и NES составил 47 млн копий.

## Технические спецификации

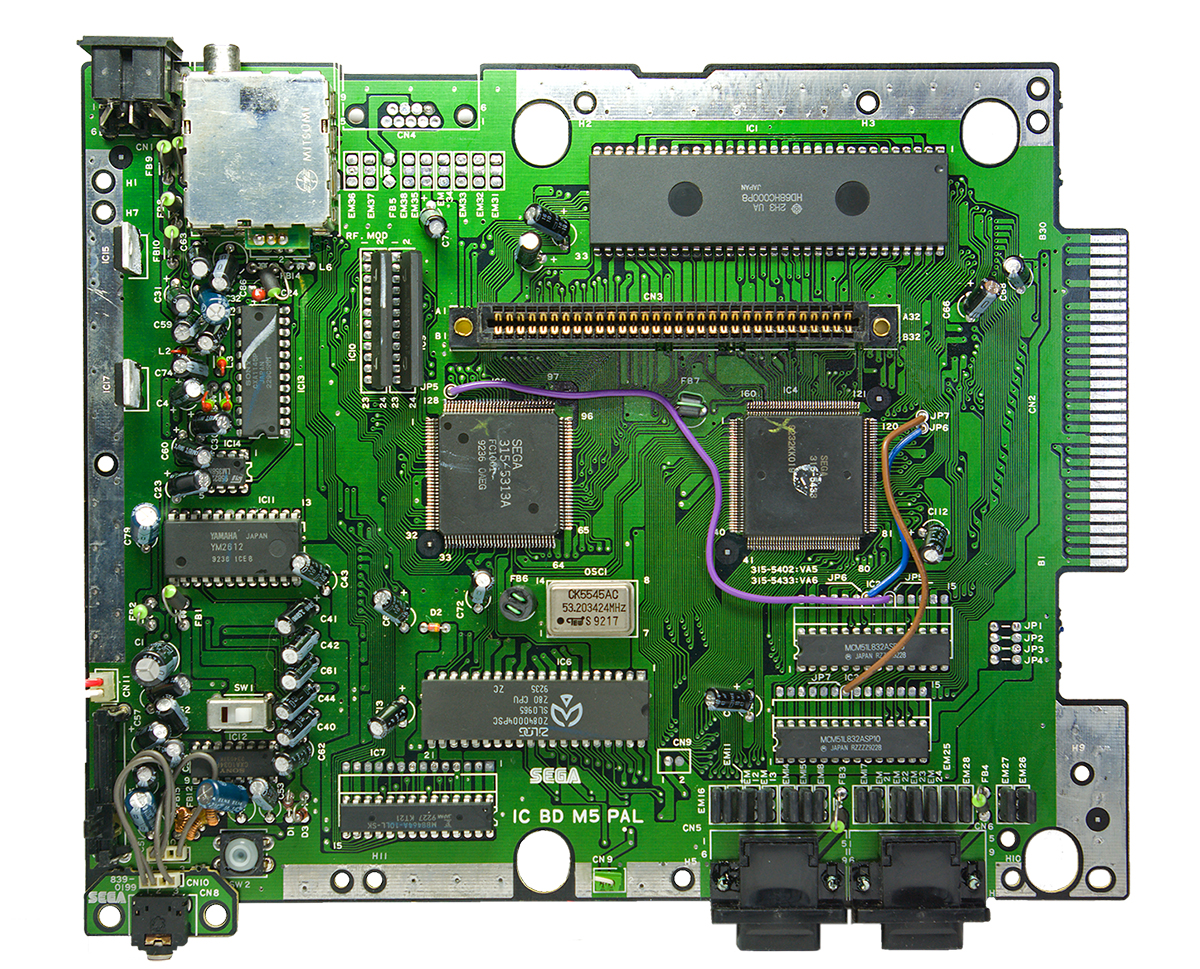
Европейская материнская плата Mega Drive

В качестве главного микропроцессора приставки Genesis используется 16/32-разрядный Motorola 68000. В консоль также встроен дополнительный процессор — 8-битный Zilog Z80, который управляет звуковым оборудованием и обеспечивает обратную совместимость с Master System. Система включает в себя 72 Кб оперативной памяти и 64 Кб видеопамяти; она способна отображать на экране до 64 цветов из палитры 512 оттенков. Игры, запускаемые на приставке, имеют формат картриджа, который вставляется в приставку с верхней стороны.
За вывод звука в игровой приставке отвечали два устройства: программируемый генератор звука Texas Instruments SN76489, обеспечивающий совместимость с Master System, и микросхема FM-синтеза Yamaha YM2612. Программируемый генератор звука физически был интегрирован в микросхему видеопроцессора YM7101 VDP. Процессор Z80 использовался в основном для управления обоими звуковыми устройствами, обеспечивая воспроизведение стереофонической музыки и звуковых эффектов. В модернизированных версиях оригинальной приставки функции микросхем YM7101 и YM2612 были реализованы в одной микросхеме FC1001.
Задняя сторона первой модели имеет радиочастотное выходное отверстие, предназначенное для подключения антенны и кабелей, и специальный 8-пиновый DIN-порт. Оба разъёма обеспечивает аудио- и видео-выход. Разъём для наушников на передней стороне консоли поддерживает стерео-звук. Во второй модели приставки DIN-порт, радиочастотное отверстие и разъём для наушников были заменены на единое 9-пиновое отверстие, расположенное с задней стороны и предназначенное для воспроизведения композитного видеоряда, цветовой палитры и стерео-звука. На ранних экземплярах первой модели также располагался 9-пиновый разъём, который в дальнейшем был убран. Краевой разъём на нижней правой части консоли служит для подключения периферийных устройств.
В некоторых картриджах присутствует Battery backup – достаточно редкая для игр на Sega Mega Drive возможность сохранять игру, изготовителем в игровой картридж была встроена батарея.

### Периферийные устройства

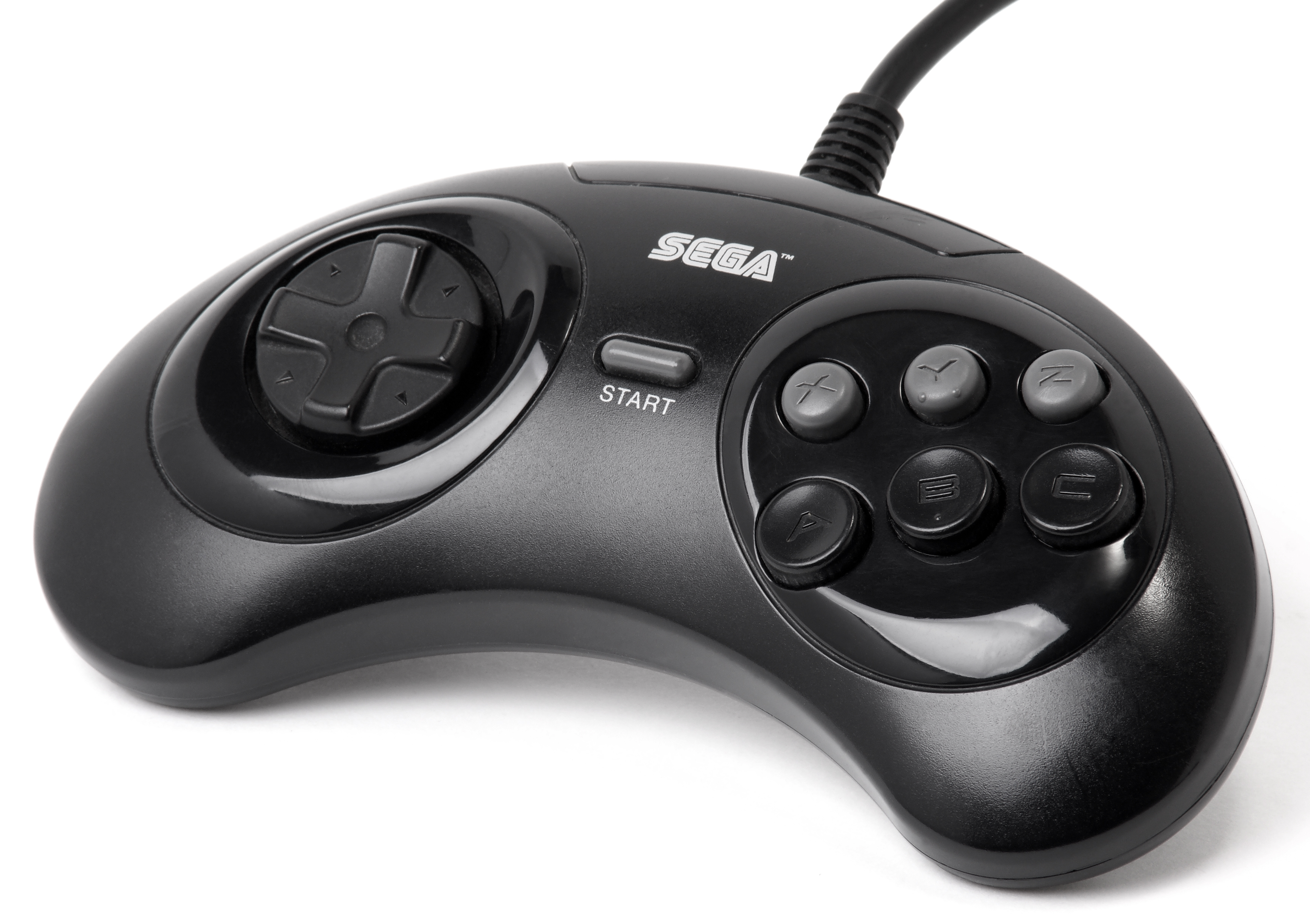
6-кнопочный контроллер Sega Genesis

Стандартный контроллер для приставки Genesis представляет собой пульт управления округлённой формы с тремя основными кнопками и кнопкой «Старт» в центре. Компания Sega в 1993 году выпустила шестикнопочный контроллер; данный вариант немного меньше по объёму и имеет три дополнительные кнопки. В дополнение к этому Sega разработала беспроводную модификацию 6-кнопочного контроллера — Remote Arcade Pad.
Игровая приставка Sega Genesis имеет обратную совместимость с системой Master System. Первым периферийным устройством, обеспечивающим возможность запуска игр Master System на Genesis, стало Power Base Converter. Вторая модель, Master System Converter 2, была выпущена только в Европе для использования на приставке Mega Drive II.
Другие периферийные устройства, созданные для данной консоли, позволяют увеличить её функциональность. Инфракрасный световой пистолет Menacer является беспроводным периферийным устройством, которое используется в 6 играх для приставки. Сторонние разработчики также создавали световые пистолеты для Genesis, например, пистолет от American Laser Games и Justifier от Konami. Устройство Sega Mega Mouse имеет три кнопки и совместимо только с несколькими играми, например, с Eye of the Beholder. Пластиковые бейсбольные биты BatterUP и TeeVGolf могли использоваться как на Genesis, так и на SNES.

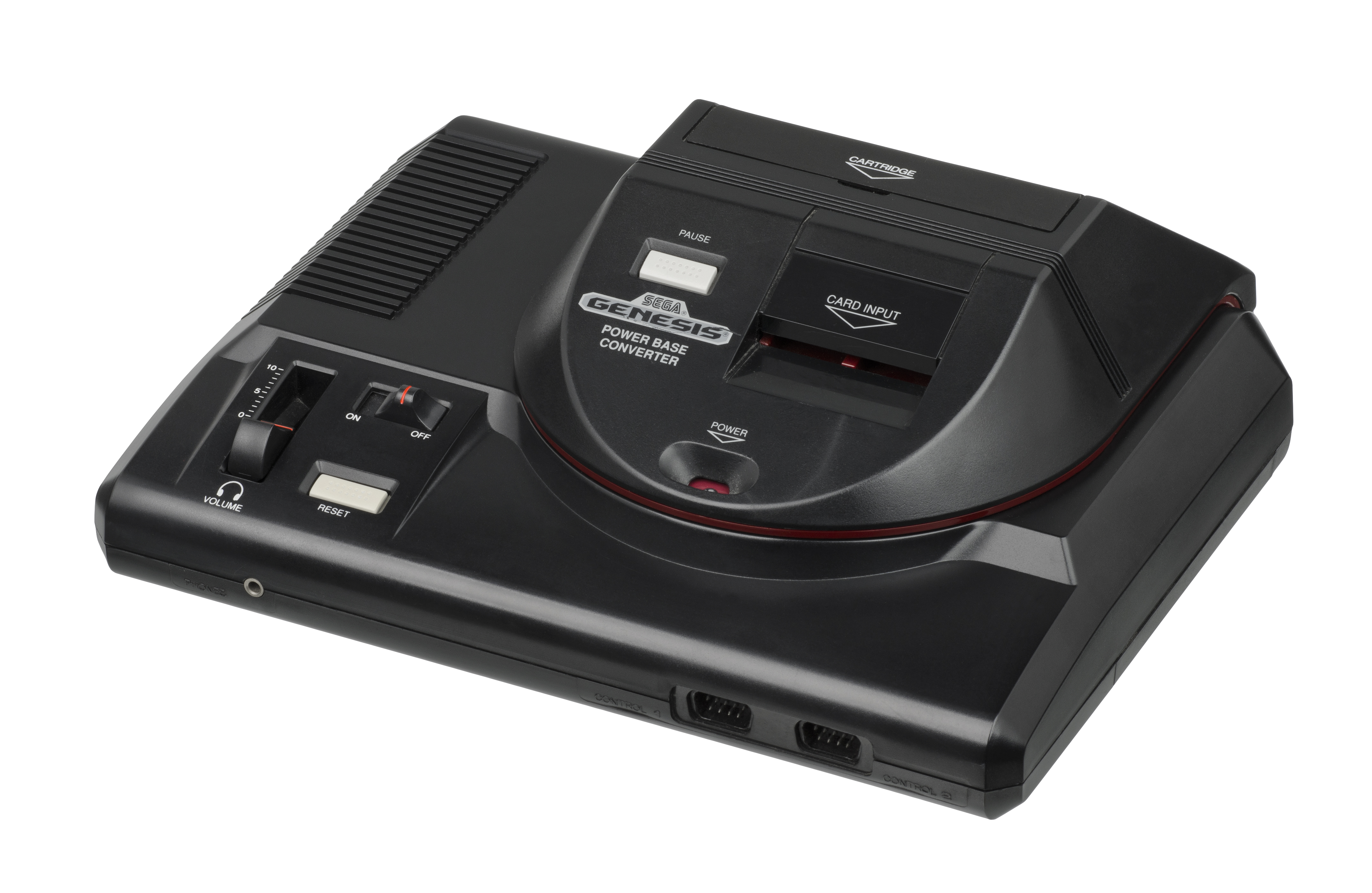
Устройство Power Base Converter на первой модели Genesis

В 1993 году Sega выпустила восьмиугольное устройство Sega Activator, которое при работе располагается на полу и транслирует движения игрока в игровые действия. Под работу данного устройства было подстроено несколько игр, включая Mortal Kombat и Street Fighter II: Special Champion Edition. Устройство оказалось коммерчески провальным, причинами этого послужили технические недостатки и высокая цена. Редактор IGN Крейг Харрис включил его в список худших контроллеров видеоигр, которые когда-либо существовали (3-е место).
Усилиями компаний Electronic Arts (EA) и Sega были разработаны переходники, позволяющие принимать участие в одной игре более чем двум игрокам: 4 Way Play (EA) и Team Player (Sega). Изначально каждое устройство было подстроено под работу только с играми компании-производителя, в дальнейшем игры создавались таким образом, чтобы поддерживать работу обоих адаптеров. Компания Codemasters также разработала систему J-Cart, обеспечивающую два дополнительных порта без дополнительного технического оборудования. Работу данного устройства поддерживали только несколько игр.

### Сетевое оборудование

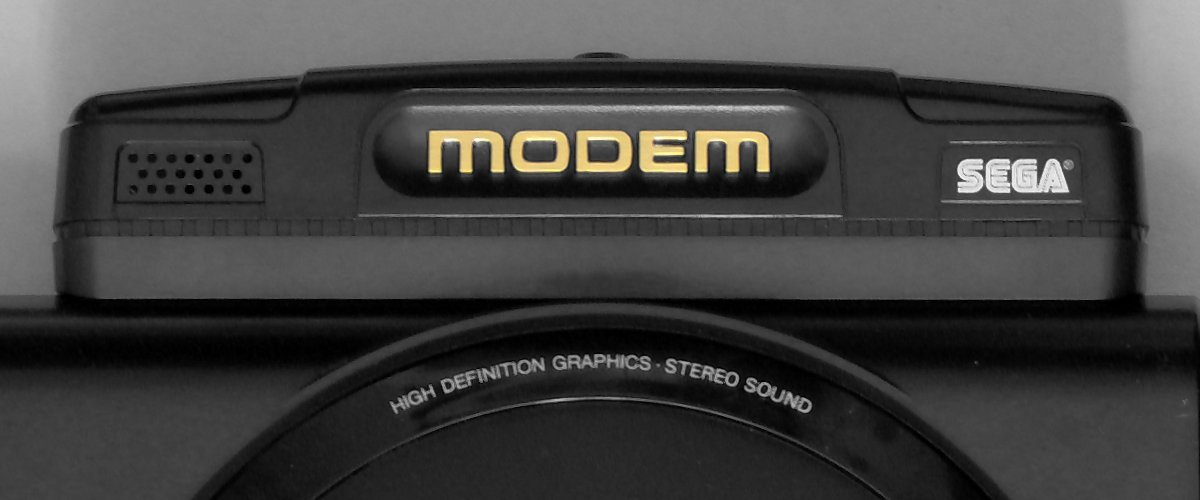
Устройство Sega Mega Modem, обеспечивающее подключение к сервису Sega Meganet

Sega разработала онлайн-службу под названием Sega Meganet, стартовавшую в Японии 3 ноября 1990 года. Работающая при помощи картриджа и периферийного устройства Sega Mega Modem, данная система позволяла играть в 17 игр по сети. Североамериканская версия системы, Tele-Genesis, была анонсирована, но так и не была введена в действие. Ещё одна система, Mega Anser, предоставляла возможности онлайн-банкинга для японской приставки Mega Drive.
В 1994 году Sega ввела в строй систему Sega Channel, работающую при помощи служб кабельного телевидения Time Warner Cable и TCI. При использовании периферийного устройства игроки могли скачивать одну игру из 50 доступных в течение месяца, а также демоверсии. Игры загружались во внутреннюю память консоли и удалялись после отключения электропитания. Сервис Sega Channel набрал 250 000 абонентов и просуществовал до 31 июля 1998 года.
Надеясь составить конкуренцию Sega, сторонняя компания-разработчик Catapult Entertainment создала устройство XBAND, позволяющее вести игру по сети. Используя телефонные службы для обмена данными, XBAND к ноябрю 1994 года была задействована в пяти американских городах. На следующий год служба была технически подстроена под приставку SNES, а Catapult Entertainment объединила усилия с Blockbuster Video, чтобы распространять устройство. В дальнейшем интерес к сервису спал, и в апреле 1997 года XBAND была закрыта.

## Игровая библиотека

Игровой кадр из Sonic the Hedgehog, изображающий сцену боя между ежом Соником и доктором Роботником

Библиотека игр для приставки Genesis изначально была малочисленна, однако в дальнейшем пополнялась играми, способными привлечь внимание любых игроков. Первоначально в комплекте с приставкой продавалась игра Altered Beast, позднее заменённая на Sonic the Hedgehog. Среди бестселлеров были игра Sonic the Hedgehog, её продолжение Sonic the Hedgehog 2 и Aladdin. Во время развития консоли японское подразделение Sega сконцентрировалось на разработке игр в жанре экшн, тогда как американскому подразделению была поручена разработка спортивных игр, например, Joe Montana Football. Основную массу игр приставки в течение её жизненного цикла составляли аркады. Были созданы и более сложные игры, например, Ecco the Dolphin.
Из-за технических ограничений приставки Genesis по сравнению с её основным конкурентом, Super Nintendo Entertainment System, разработчикам приходилось тратить бо́льшие усилия для достижения высококачественного результата. В отличие от конкурента, Sega привлекала более зрелую аудиторию путём продвижения взрослых игр, в число которых входила версия Mortal Kombat без цензуры. Политика же компании Nintendo вынуждала сторонних разработчиков воздерживаться от создания игр на любые системы, кроме тех, что были созданы Nintendo — это значительно затрудняло разработку программного обеспечения для Genesis. В иных случаях подобная политика мотивировала разработчиков, например, Namco и Electronic Arts, на создание игр именно для Genesis.
- Sonic the Hedgehog 2
- Sonic the Hedgehog
- Mortal Kombat
- Streets of Rage
- NBA Jam
- Sonic & Knuckles
- Sonic the Hedgehog 3
- Street Fighter II: Special Champion Edition
- Disney's The Lion King
- Mortal Kombat 3
- NBA Jam Tournament Edition
- Virtua Racing
- Shining Force II
- Super Street Fighter II
- Lunar 2: Eternal Blue
- Gunstar Heroes
- Ecco the Dolphin
- Yuu Yuu Hakusho: Makyo Toitsusen
- Dragon Slayer: The Legend of Heroes
- Earthworm Jim

### Sega Virtua Processor
Для того чтобы добиться привлекательной графики в визуальном плане, компании стали внедрять в свои игровые картриджи специальные микросхемы, увеличивающие возможности консоли. Так, для приставки SNES были созданы цифровые сигнальные процессоры и схемы архитектуры RISC, которые позволяли системе воспроизводить быструю и чёткую псевдотрёхмерную графику. В частности, схема Super FX была спроектирована таким образом, чтобы снизить нагрузку на основной процессор и позволить ему воспроизводить визуальные эффекты, которые консоль не способна воспроизводить самостоятельно. Чип впервые был задействован в играх Star Fox, где в реальном времени воспроизводились 3D-полигоны, и Super Mario World 2: Yoshi's Island, где была продемонстрирована возможность вращения, масштабирования и растяжения отдельных спрайтов, а также управления крупными областями экрана.
Как только данные модификации в значительной мере распространились среди игр SNES, основная масса игр для Genesis стала выглядеть устаревшей по сравнению с ними. Sega быстро начала работу над созданием своей микросхемы, способной составить конкуренцию Super FX. Результатом работы стал процессор Sega Virtua Processor. Данный чип позволял приставке обрабатывать полигоны в режиме реального времени, а также осуществлять масштабирование и вращение. Единственной игрой, разработанной под данное устройство, была Virtua Racing, работающая при значительно более высокой и стабильной частоте кадров, чем её аналоги на SNES. Так как чип был до́рог в производстве, цена на картриджи с его использованием возрастала. Продававшийся по цене 100 американских долларов, Virtua Racing был самым дорогим картриджем для приставки Genesis. К выпуску под SVP-чип планировались ещё две игры, Virtua Fighter и Daytona USA, однако вместо этого они были выпущены на игровую приставку Sega Saturn. Последней игрой, реализующей потенциал Sega Virtua Processor является Paprium, выпущенная в конце 2020 года.

## Дополнительные технические устройства

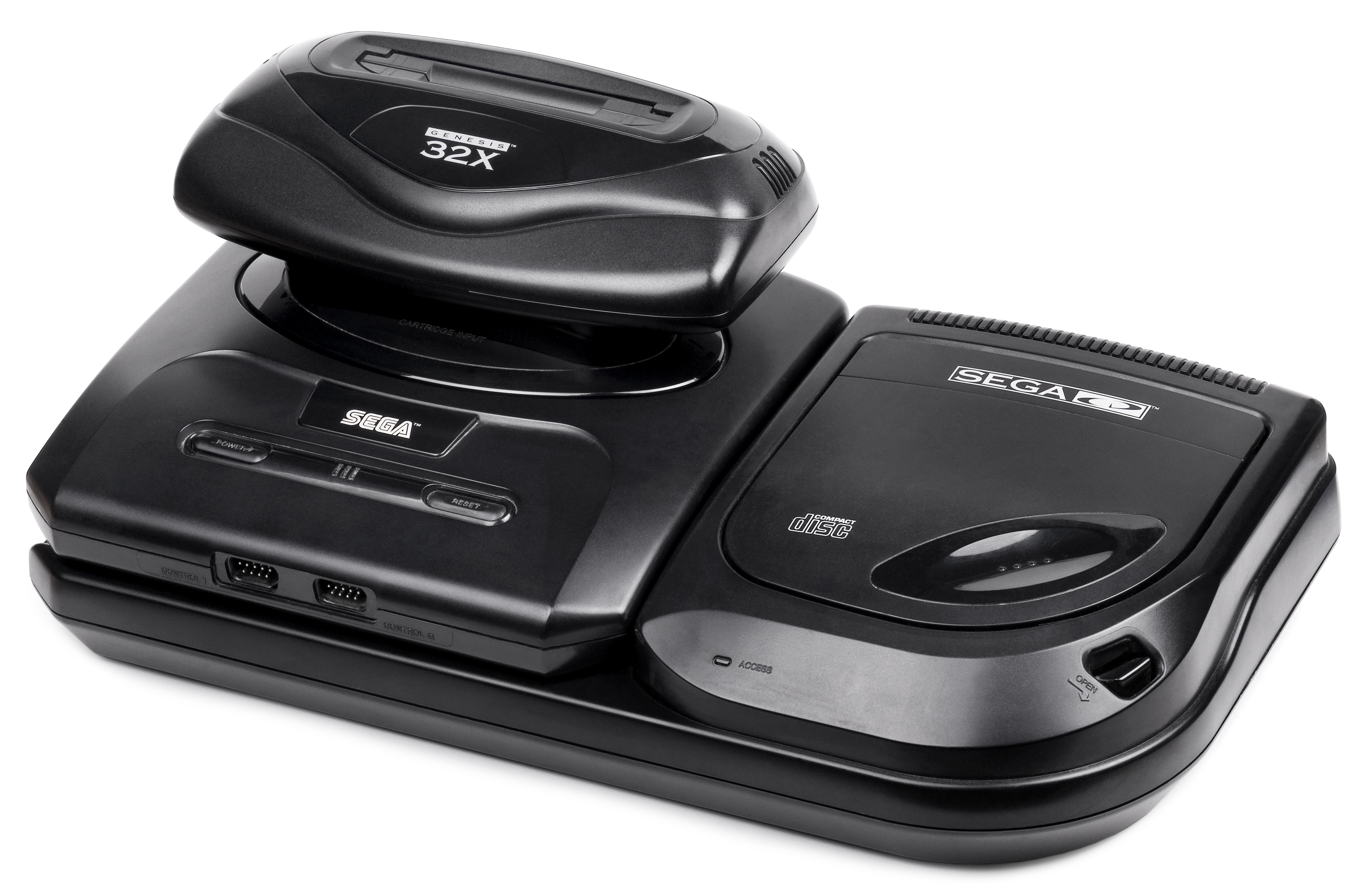
Вторая модель Genesis со встроенными дополнениями Sega CD и Sega 32X

Помимо устройства Power Base Converter, приставка Sega Genesis поддерживает работу двух дополнительных технических устройств, на каждое из которых создан свой набор игр. Первое периферийное устройство, Sega CD, запускает на приставке игры в формате CD-ROM. Sega 32X — 32-битное периферийное устройство, которое поддерживает работу картриджей формата ROM. Официально поддержка обоих дополнений была прекращена в 1996 году.

### Sega CD
К 1991 году компакт-диски приобрели популярность в качестве носителя информации. Компании-разработчики начали активно пользоваться данной технологией. NEC впервые внедрила технологию CD-дисков в игровую консоль, создав техническое дополнение TurboGrafx-CD, Nintendo также имела планы по разработке собственных устройств считывания CD-накопителей. Намереваясь добиться преимущества перед конкурентами, Sega при содействии с JVC в краткие сроки разработала собственное CD-устройство для Genesis — Mega-CD. Выпуск устройства в Японии состоялся 1 декабря 1991 года, первоначальная цена на него составляла 49 800 иен. В Северной Америке данное дополнение, получившее название Sega CD, вышло 15 октября 1992 года и продавалось за 299 долларов; в 1993 году состоялся релиз в Европе, где аппарат распространялся под оригинальным названием Mega-CD.
Кроме значительного расширения допустимого размера игр, Sega CD улучшает графические и звуковые возможности консоли при помощи второго, более производительного процессора и бо́льшего объёма системной памяти; устройство поддерживает возможность вращения и масштабирования спрайта, что по техническим особенностям схоже со SNES. Устройство также содержит питаемое от батареи ОЗУ, используемое для сохранения конфигурации, игрового процесса и показателей прохождения; дополнительный носитель для хранения данных продавался отдельно.
Вскоре после выпуска дополнения в США Sega включила в комплект устройства FMV-игру Sewer Shark, разработанную компанией Digital Pictures, ставшей партнёром Sega. Привлекая потребителей указанием на большой объём информации, который мог быть записан на диск, Sega и сторонние разработчики создавали игры для Sega CD, содержащие цифровое видео и дополнительный контент; были также переизданы ранее созданные компанией Sega игры с добавлением высококачественных аудиодорожек. В 1993 году Sega выпустила более лёгкую и компактную версию — Sega CD 2, предназначенную для приставки Genesis II; данное устройство продавалось по более низкой цене в сравнении с оригиналом. Несколько выпущенных игр могли работать как на Sega CD, так и на Sega 32X.
Продажи Mega-CD на территории Японии составили 100 000 экземпляров в первый год, данный показатель оказался значительно ниже ожидаемого. Многие потребители были недовольны высокой ценой устройства, другой проблемой был малый ассортимент программного обеспечения — на момент выхода на рынок для устройства были доступны только две игры. Частичной причиной этого стала задержка со стороны Sega передачи прав на разработку программного обеспечения сторонним разработчикам. В США и Европе продажи оказались более успешны, хотя новизна формата FMV и игр на CD-носителе быстро сошла на нет, так как более поздние игры для системы встретили безразличные или негативные отзывы прессы. В 1995 году Sega начала уделять основное внимание новой консоли Sega Saturn и прекратила рекламную кампанию всего оборудования Genesis, включая и Mega-CD. К концу 1994 года было распродано 2,7 млн экземпляров; официально поддержка была прекращена в 1996 году.

### Sega 32X
Несмотря на успех приставки Sega Genesis, в 1994 году дали о себе знать её технические ограничения по сравнению со SNES, для которой были созданы новые игры Super Metroid и Donkey Kong Country. С выходом в 1995 году приставки Sega Saturn компания Sega стала искать возможность заполнить пробел между Genesis и Saturn при наименьших затратах.
Изначально новый проект имел название Project Jupiter. Его целью было создание совершенно новой, самостоятельной системы. Project Jupiter изначально задумывался как новая версия Genesis с улучшенной цветовой палитрой, которая должна была продаваться по более низкой цене, чем Saturn. Данная идея не была позитивно принята руководителями американского филиала Sega. Ознакомившись с проектом, руководитель исследовательской группы Джо Миллер сказал: «Ох, это просто ужасная идея. Если ваша цель только в том, чтобы улучшить систему, вам следует сделать это дополнительным устройством. Если это новая система, поддерживающая новое программное обеспечение — прекрасно. Но если она способна только удвоить количество цветов…». Следуя высказанному предложению, Sega переформулировала концепцию — 32X стало периферийным устройством для уже существующей приставки Genesis, работающим на 32-битном процессоре. Хотя новое устройство оказалось мощнее, чем это изначально задумывалось, оно не имело совместимости с играми Saturn. Sega по этому поводу заявляла, что обе платформы будут выпущены в одно время, и что устройство 32X будет предназначено для тех игроков, кто не может себе позволить приобретение более дорогой приставки Saturn. Джо Миллер, однако, настаивал о том, что он и его сотрудники вежливо предлагали японскому подразделению Sega обсудить возможные варианты решения, в том числе и создание 32X в качестве периферийного устройства.
Устройство Sega 32X было выпущено в ноябре 1994 года. Спрос среди предприятий розничной торговли оказался высоким, и Sega оказалась не способна поддерживать уровень заказов системы. Так, было сделано более 1 млн заказов на устройство 32X, однако к январю 1995 года Sega смогла выпустить в продажу только 600 000 единиц. Изначальная цена была приблизительно равна консоли Genesis и наполовину меньше той, которую предполагалось установить на Saturn. Хотя приставка позиционировалась как недорогая, Sega испытывала трудности в попытках убедить сторонних разработчиков создавать игры для новой системы. После выхода устройства в свет среди публики распространились новости о скором выпуске Sega Saturn, не имеющей совместимости с играми 32X. Saturn была выпущена 11 мая 1995 года, хотя первоначально выпуск планировался на 2 сентября того же года. Разработчики сторонились новой приставки, а работа над играми для 32X оказалась под вопросом, несмотря на заверения Sega в том, что для устройства будет разработан большой ассортимент игр. В начале 1996 года Sega всё-таки признала, что касательно 32X обещала слишком много и приняла решение прекратить производство системы, чтобы сконцентрировать усилия на Saturn. Цена на экземпляр 32X упала до 99 долларов, а в конечном итоге устройства были сняты с продаж, когда цены снизились уже до 19,95 долларов за единицу.

## Варианты
Всего было создано и выпущено более десятка различных моделей Sega Genesis и Mega Drive. Кроме компании Sega, созданием вариаций занимались и сторонние разработчики: Majesco, AtGames, JVC, Pioneer Corporation, Amstrad и Aiwa. В течение жизненного цикла приставки были созданы также и контрафактные подделки оригинала.

### Модели, созданные Sega
| Genesis II         | Sega Multi-Mega |
| Sega Genesis II    | Sega Multi-Mega |
| Sega Genesis Nomad | Sega TeraDrive  |
| Sega Nomad         | Sega TeraDrive  |

В 1993 году компания Sega представила публике компактную версию своей консоли, получившую название Genesis II в США и Mega Drive II в других странах. В данной вариации отсутствует разъём для наушников — на его место установлен аудио/видео-выход с поддержкой стерео-звука; также в аппарат установлен более простой вариант материнской платы, требующий меньшего энергопотребления.
Sega также создала полупортативное устройство, объединяющее возможности Genesis и Sega CD, под названием Sega Genesis CDX (В Японии и Европе — Sega Multi-Mega). Данное устройство продавалось по более низкой цене, чем отдельные экземпляры Genesis и Sega CD, однако не поддерживало работу нескольких игр и не могло работать с Sega 32X из-за проблем с перегревом и короткими замыканиями. CDX включает в себя жидкокристаллический дисплей и поддерживает работу аудиодисков.
По окончании эры 16-битных приставок Sega разработала портативную игровую систему Sega Nomad. Дизайн основывался на ранее созданном портативном устройстве Mega Jet. Будучи единственным преемником Game Gear, Nomad работает на батареях AA и отображает изображения на 3,25-дюймовом LCD. Устройство поддерживает весь набор игр Genesis, однако не имеет совместимости с Sega 32X, Sega CD и Power Base Converter.
Эксклюзивно для японского рынка было создано устройство Sega TeraDrive — слияние Mega Drive и персонального компьютера. Sega также разработала аркадные автоматы System C-2, MegaTech и MegaPlay, которые поддерживали работу около 80 игр.

### Модели, созданные сторонними разработчиками
| Wondermega               | Wondermega 2            | Amstrad Mega PC     |
| JVC Wondermega           | JVC Wondermega 2        | Amstrad Mega PC     |
| Majesco’s Sega Genesis 3 | AtGames’s Sega Firecore | Pioneer LaserActive |
| Sega Genesis 3           | Firecore                | Pioneer LaserActive |

Будучи партнёром японского подразделения Sega, компания JVC 1 апреля 1992 года выпустила в Японии устройство Wondermega. В сентябре 1994 года в США вышло устройство X’Eye — переработанный вариант Wondermega. Приставка поддерживала работу игр Genesis и Sega CD с высоким качеством звука. Из-за высокой цены она была недоступна для многих среднестатистических потребителей. То же самое относилось и к аппарату Pioneer LaserActive. Для запуска игр Genesis и Sega CD данному устройству требуется дополнение под названием Mega-LD. Хотя система LaserActive являлась конкурентом 3DO Interactive Multiplayer, суммарная стоимость самой приставки и адд-она Mega-LD делала её слишком дорогой для игроков. Компания Aiwa разработала свою комбинацию систем Genesis и Sega CD в формате бумбокса, которая получила название CSD-GM1. Несколько компаний внедрили систему Mega Drive в персональные компьютеры: модели AX-330 и AX-990 компьютера MSX и Amstrad Mega PC.
После официального прекращения поддержки консоли Genesis компания Majesco Entertainment в 1998 году разработала модель Genesis 3, бюджетную версию оригинала. В 2009 году AtGames создала ещё две вариации: устройство Firecore, способное запускать оригинальные картриджи для Genesis и 15 заранее установленных игр, и аналогичную портативную систему с 20 заранее установленными играми. В Европе распространением данных двух устройств занималась Blaze Europe. Другие компании, включая Radica Games, создали свои сборки систем Genesis и Mega Drive по технологии Plug and Play.

## Влияние
Пресса часто называла Sega Genesis (или Mega Drive) одной из лучших консолей всех времён. В 2009 году приставка заняла 5-е место в списке лучших игровых консолей; отмечались её преимущество в спортивных играх, более кровавая домашняя версия Mortal Kombat и контроллер, состоящий всего из шести кнопок. В 2007 году сайт GameTrailers включил Sega Genesis в список десяти консолей, «оставивших след в истории игровой индустрии», поставив её на 6-е место и упомянув о «славных днях» игры Sonic the Hedgehog. В январе 2008 года журналист Дон Рейсингер объявил, что приставка Sega Genesis «вызвала крупнейшую войну консолей на сегодняшний день», выделив спортивные игры высокого качества, Sonic the Hedgehog и обратную совместимость с Sega Master System. В аналогичном списке по версии GamingExcellence приставка заняла 6-е место. В то же время редакция GameDaily дала ей оценку 9 из 10 за наиболее запоминающиеся игры. Сотрудниками Retro Gamer подчёркивалось, что «это была система, которая привлекала не только своим техническим обеспечением и играми, но также и журналами, игровыми состязаниями, климатом и политикой того времени».

### Переиздания и эмуляция
Было разработано множество программ-эмуляторов консоли Genesis. Среди них были GenEM, KGen, Genecyst, VGen, St0rm и Gens. Сервис игр по подписке GameTap включал в себя эмулятор Mega Drive, и предлагал несколько десятков лицензированных игр. Сервис Console Classix также содержал эмулятор и несколько сотен игр Mega Drive. Некоторое количество игр было выпущено на дисках-сборниках, включая Sonic Mega Collection и Sonic Gems Collection для PS2, Xbox и Gamecube, а также Sega Genesis Collection для PS2 и PSP и Sonic's Ultimate Genesis Collection для PlayStation 3 и Xbox 360.
Во время вступительного слова на мероприятии Game Developers Conference в 2006 году президент Nintendo Сатору Ивата сообщил, что компания Sega намеревалась выложить часть игр Genesis/Mega Drive на сервис Virtual Console от Wii, что позднее и было осуществлено. Набор игр Sega Genesis, включая Sonic the Hedgehog и Sonic 2, также доступен на Xbox Live Arcade, PlayStation Network и Steam.

### Поздние выпуски игр
22 мая 2006 года североамериканская компания Super Fighter Team издала игру Beggar Prince, переведённую с китайского оригинала, разработанного в 1996 году. Она вышла на мировой рынок и стала первой коммерческой игрой для Genesis в США после 1998 года. Super Fighter Team впоследствии выпустила ещё две игры на систему Genesis: Legend of Wukong и Star Odyssey. В декабре 2010 года американская компания WaterMelon выпустила коммерческую ролевую игру Pier Solar and the Great Architects, являющаяся самой объёмной из существующих игр Genesis (объём картриджа — 64 Мб). Pier Solar стала также первой картриджной игрой, которая может работать на Sega CD, на котором воспроизводятся дополнительные звуковые эффекты. В 2013 году в свет вышла игра Fix-It Felix Jr.. Позже в 2015-м году Watermelon выпустили хоррор адвенчуру Sasha Darko’s Sacred Line Genesis.
В Бразилии производство Mega Drive продолжалось и после официального окончания поддержки, а модели компании Tec Toy способны эмулировать изначально разработанные технические средства. 5 декабря 2007 года Tec Toy выпустила портативную модель Mega Drive с 20 предварительно установленными играми. Другая модель консоли под названием «Mega Drive Guitar Idol» работает вместе с 6-кнопочным пультом и контроллером-гитарой. В память консоли записаны 87 игр, включая FIFA 2008, Need for Speed Pro Street, The Sims 2 и Sim City.